# Col de la Pelletière
Le col de la Pelletière est un col situé dans le Massif central en France. Il se trouve dans le département de la Loire, dans les monts du Forez, à une altitude de 744 mètres.